# Cristina Donà
Cristina Donà, pseudonimo di Cristina Trombini (Rho, 23 settembre 1967), è una cantautrice italiana.

## Biografia
Cantante e autrice rock, Cristina Donà inizia nei primi anni novanta il percorso artistico che l'ha resa una delle voci più originali della scena musicale in Italia. È tra gli artefici di una nuova stagione del rock di matrice mediterranea, con il riconoscimento di artisti internazionali come Robert Wyatt, David Byrne e Peter Walsh (già produttore di Scott Walker, di Peter Gabriel e dei Simple Minds). Prima artista italiana ad esibirsi al Meltdown Festival di Londra, la Donà ha contribuito a creare un nuovo modello di interprete e autrice nell'ambito della musica rock. Con il proposito di rinnovarsi di continuo, Cristina Donà è diventata un punto di riferimento e una figura ispiratrice per le nuove generazioni di musicisti italiani.
Cristina Donà ha frequentato il liceo artistico e si è diplomata in scenografia all'Accademia di belle arti di Brera. Prima di intraprendere la carriera di musicista ha lavorato come scenografa, in teatro e per alcuni videoclip.
Tra le sue influenze musicali, fin da adolescente, ci sono Bruce Springsteen, Sinéad O'Connor, Joni Mitchell, Michelle Shocked, Tom Waits, Lucio Battisti, i Beatles e molti altri ancora.

### Dagli inizi aTregua
Nel gennaio del 1991 avviene ufficialmente l'esordio di Cristina Donà nella musica, quando apre un concerto degli Afterhours con un repertorio di cover per chitarra e voce: è il tour promozionale di During Christine's Sleep. 

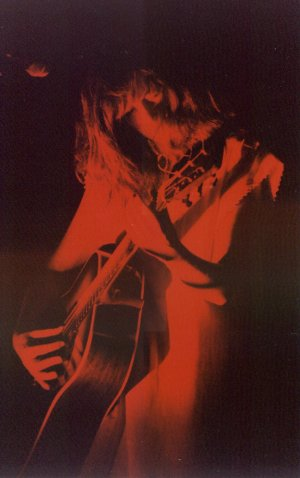
Cristina Donà a Urbino

Cristina Donà aveva già conosciuto Manuel Agnelli, fondatore e leader degli Afterhours, insieme a Mauro Ermanno Giovanardi, voce dei The Carnival of Fools e in seguito dei La Crus, nel 1990, durante l'occupazione dell'Accademia di belle arti di Brera a Milano, nell'anno del movimento studentesco la Pantera. È Cristina infatti a organizzare il concerto di fine anno accademico invitando a suonare Afterhours, Carnival of Fools e Ritmo Tribale all'interno dell'Accademia di Brera. Saranno proprio Agnelli, Giovanardi e Cesare Malfatti (chitarrista dei La Crus) ad essere determinanti per l'avvio della carriera di musicista della Donà: Manuel Agnelli la invita a scrivere canzoni proprie e a tenerlo informato sugli sviluppi della sua evoluzione artistica.
Negli anni successivi Cristina Donà suona da sola o in duo con Marco Grompi (duo a cui Cristina dà il nome di Lullemat) nei locali e nelle rassegne estive lombardi e comincia a farsi notare grazie al crescente passaparola generato dalle sue performance cariche di pathos, mistero e sensualità e caratterizzate da una voce indimenticabile.
Nel 1995 arriva terza al Premio Ciampi di Livorno, facendosi conoscere anche a livello nazionale.
Questo è l'anno in cui Cristina Donà inizia a scrivere, di getto, canzoni proprie e ricontatta Manuel Agnelli per la realizzazione di un album, il cui titolo sarà Tregua.
Grazie a Mauro Ermanno Giovanardi e a Cesare Malfatti (ex Afterhours) dei La Crus, viene introdotta presso l'agenzia di management Mescal, che si incarica della sua promozione artistica.
Nel frattempo inizia la pre-produzione dell'album Tregua che viene registrato nei primi mesi del 1996 con la collaborazione di importanti musicisti della nuova scena rock nazionale, soprattutto di Manuel Agnelli, che produce l'album. Nel corso della realizzazione di Tregua, avviene il debutto discografico di Cristina Donà con l'album Matrilineare, uscito nel 1996, raccolta di canzoni tutta al femminile a cura del Consorzio Produttori Indipendenti, in cui Cristina Donà canta il brano Terra blu.
Nel febbraio del 1997 Tregua viene pubblicato per l'etichetta Mescal che da agenzia di management diventa, con questo album, anche casa discografica.
Tregua ottiene subito importanti riconoscimenti quali la Targa Tenco 1997 come "Miglior album d'esordio", il premio Max Generation, il referendum di Musica e dischi nella categoria "migliore album d'esordio", sempre nel 1997, e soprattutto il consenso di Robert Wyatt che, sedotto dall'esibizione dal vivo di Cristina al Salone della Musica di Torino, segnala Tregua sulla rivista musicale britannica Mojo tra i suoi dischi preferiti di quell'anno.
Segue una lunga serie di concerti in cui Cristina Donà fa da supporter anche per artisti prestigiosi quali Ben Harper e David Byrne.
Nell'agosto del 1998 riceve il Premio Lunezia come "Migliore autore emergente" per il valore poetico delle sue canzoni e sempre nello stesso anno partecipa al progetto di tributo a Robert Wyatt The different you, organizzato dal Consorzio Produttori Indipendenti (CPI), per il quale canta Maryan in coppia con Ginevra Di Marco.
Intanto, in Inghilterra il critico, produttore e conduttore radiofonico Charlie Gillett ascolta Tregua e lo trasmette alla radio della BBC.

### Nidoe le collaborazioni
Trascorre un lungo periodo di creatività, durante il quale Cristina Donà lavora su canzoni nuove: un nuovo approccio la conduce verso il suo secondo album, Nido.

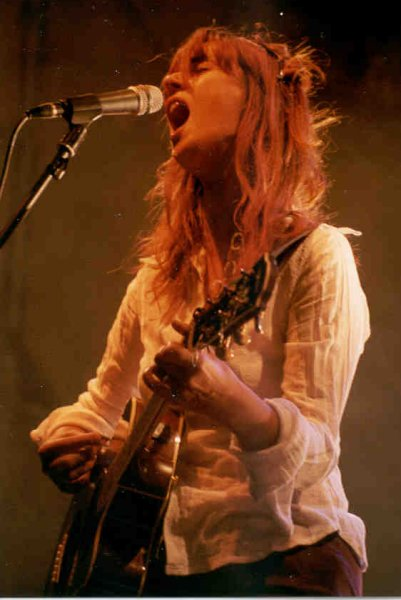
Cristina Donà a Firenze

Per registrare il disco vengono chiamati in studio i componenti di quella che è ormai diventata la sua band: Cristian Calcagnile alla batteria e alle percussioni, Marco Ferrara al basso e Lorenzo Corti alla chitarra elettrica. Il nuovo corso creativo di Cristina Donà prende avvio con la collaborazione di Mauro Pagani, in fase di pre-produzione, per poi proseguire con la produzione vera e propria di Manuel Agnelli, abile nell'assecondare l'evoluzione dell'artista. Nido vede la partecipazione di ospiti di rango: Morgan dei Bluvertigo, il cantautore Marco Parente e soprattutto Robert Wyatt che, dopo aver ascoltato il materiale inviatogli da Donà e Agnelli, decide di dare il suo contributo personale alla canzone Goccia, arricchendola di sfumature sonore insolite.
In questi anni Cristina Donà collabora con alcuni gruppi italiani, quali La Crus, Afterhours e Massimo Volume, e con il cantautore newyorkese Eric Wood, insieme al quale duetta in alcuni brani del suo album Illustrated night.
Nido esce alla fine del 1999, seguito da un lungo tour che si protrarrà per tutto il 2000 e fino all'estate del 2001, con oltre cento apparizioni dal vivo, incluse alcune date in Germania e in Inghilterra.
Nell'estate del 2000 esce l'EP Goccia, contenente il suggestivo video dell'omonima canzone, girato sulla costa est inglese e in cui compare anche Robert Wyatt.
Nell'autunno del 2000 Cristina Donà viene premiata dal Club Tenco con la Targa SIAE come "migliore emergente" e chiude l'anno con la pubblicazione a novembre, per la Mondadori, del volume Appena sotto le nuvole, raccolta di poesie, lettere e racconti brevi.
Nella primavera del 2001 Cristina Donà suona con Ani DiFranco in una serie di concerti acustici e poi arriva l'invito (è la prima, e finora unica, volta per un musicista italiano) a partecipare al prestigioso Meltdown Festival alla Royal Festival Hall di Londra, a giugno. Robert Wyatt è il direttore artistico di questa edizione, che ha tra i suoi protagonisti di rilievo David Gilmour. Cristina Donà si esibisce, accompagnata dal suo batterista Cristian Calcagnile, la stessa sera di Anja Garbarek e Mark Eitzel, ottenendo i consensi della platea inglese. Tra il pubblico è presente anche Davey Ray Moor, leader e mente creativa dei Cousteau, che, rimasto affascinato dal concerto della Donà, ne scrive una recensione entusiasta per la rivista Musica! di Repubblica.
Nell'estate del 2001 Cristina partecipa anche al Tora! Tora!, festival itinerante di musica indipendente ideato e organizzato dall'amico Manuel Agnelli.
Cristina Donà è impegnata nella stesura delle canzoni per l'album nuovo, quando viene invitata da Radio Rai a rappresentare l'Italia all'Eurosonic Festival a Groningen nei Paesi Bassi, nel gennaio 2002.

### Dove sei tue l'album in inglese
Dopo un ulteriore incontro con Davey Ray Moor, Cristina Donà decide di lavorare con lui al terzo album, provando una produzione diversa e dal taglio internazionale. Nel corso del 2002, tra estate e inverno, in Italia e in Inghilterra viene realizzato il terzo album di Cristina Donà, Dove sei tu.

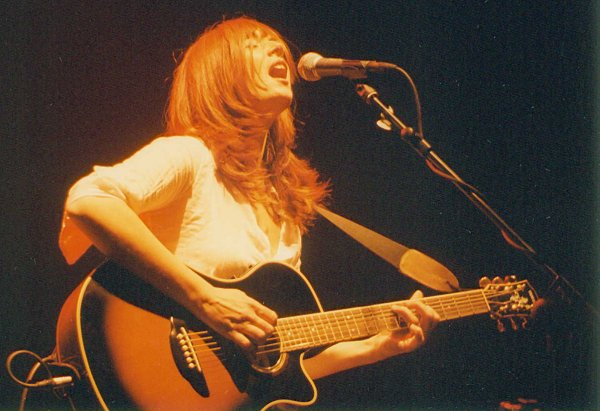
Concerto al Palladium, Roma

Intanto, nell'ottobre del 2002, insieme a Manuel Agnelli e Marco Parente, riceve il Premio Grinzane Cavour nella sezione "musica". L'evento viene celebrato dai tre artisti con un concerto al Teatro Politeama di Saluzzo (una registrazione integrale è stata pubblicata su CD a cura della rivista il Mucchio Extra: Premio Grinzane Cavour 2002).
Il 2003 si apre con la pubblicazione per la Mondadori del libro, con allegato DVD, God Less America, insolito diario di viaggio di Cristina Donà e dello scrittore Michele Monina alla ricerca dell'America cantata da Bruce Springsteen.
Nell'aprile del 2003 esce l'album Dove sei tu, che si piazza subito al numero uno delle classifiche indie di Musica e dischi e da cui vengono estratti tre singoli: Nel mio giardino, Triathlon e Invisibile. Nell'album sono presenti anche i Subsonica, con la collaborazione al brano Triathlon. Per tutta l'estate del 2003 Triathlon ed il relativo video vanno in alta rotazione nelle radio italiane e su MTV.
Con la pubblicazione di Dove sei tu, Cristina Donà inizia un nuovo lungo tour che la vede protagonista nei club e nelle principali piazze d'Italia, accompagnata dalla sua band di sempre e da Davey Ray Moor, ospite d'eccezione in alcune date. In una di queste, Cristina precede Patti Smith sul palco, come già era accaduto in passato durante uno dei tanti festival di musica d'autore a cui aveva partecipato.

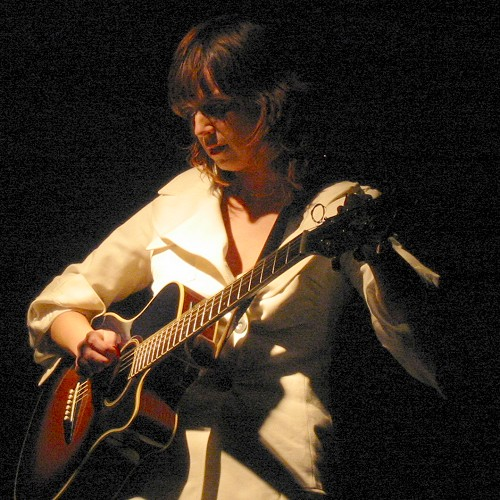
Concerto al Babylonia, 2004

Nel corso del 2003 Cristina Donà incide una cover della celebre canzone di Kate Bush Wuthering Heights, inclusa nel singolo Invisibile, e lavora intensamente con Davey Ray Moor alla realizzazione di un album in lingua inglese per il mercato internazionale: i due artisti traducono i testi di alcuni brani di Dove sei tu e procedono ad una nuova registrazione delle tracce vocali, oltre che ad alcuni ritocchi agli arrangiamenti degli stessi brani.
All'inizio del 2004 a Lugano, in Svizzera, si chiude il tour di Dove sei tu e nello stesso periodo esce l'album Telepathy del progetto solista di Davey Ray Moor Stellar Ray, nel quale sono inclusi due brani in inglese di Cristina Donà: Wherever Finds You, versione inglese del brano Dove sei tu, e How Deep Is Your Love, cover acustica della storica canzone dei Bee Gees.
Nel mese di marzo Cristina Donà partecipa a tre puntate della trasmissione Brand:New di MTV nell'insolita veste di conduttrice e intervista Casino Royale, AIR e Davey Ray Moor.
Ad aprile esce l'album A.C.A.U. La nostra meraviglia, progetto solista di Gianni Maroccolo, a cui partecipano i più importanti esponenti della musica leggera italiana e per il quale Cristina Donà canta Meloria's Ballade.
Durante l'estate Cristina partecipa a rassegne musicali di prestigio: il festival italo-francese Una striscia di terra feconda a Roma in giugno, il Roccella Jonica Jazz Festival, in occasione del quale è ospite speciale del progetto di tributo a Robert Wyatt Soupsongs: the Songs of Robert Wyatt, della musicista inglese Annie Whitehead, e il festival I Suoni delle Dolomiti in agosto. Prima ancora, nel mese di luglio, inizia la sua collaborazione al progetto di Ginevra Di Marco e Francesco Magnelli Stazioni Lunari, uno spettacolo a metà tra il concerto e la performance teatrale che vede alternarsi più artisti sullo stesso palco; e il 12 agosto si esibisce in uno showcase al famoso pub Betsey Trotwood di Londra, in vista dell'uscita dell'album internazionale.
Nel settembre 2004 esce finalmente Cristina Donà, l'album in inglese, pubblicato in Italia da Mescal e nel resto del mondo, in 33 Paesi, da Rykodisc International; preceduto dal singolo Invisible Girl.

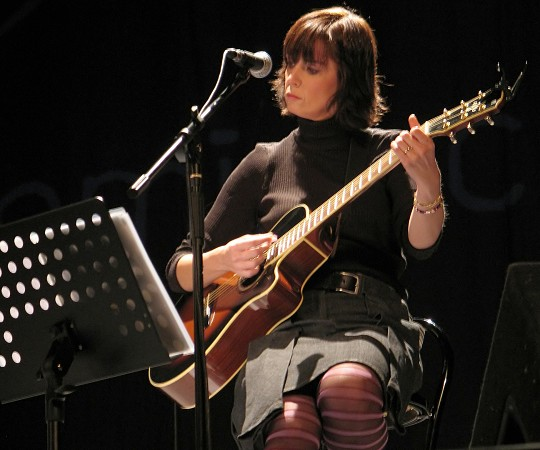
Al Teatro Astoria di Lerici

L'album viene accolto dalla stampa internazionale con ottime recensioni: riceve quattro stelle da Mojo e la rivista statunitense di jazz Down Beat paragona Cristina Donà ad artiste del calibro di Marianne Faithfull e Ute Lemper.
Il quotidiano Sunday Times inserisce un brano tratto da Cristina Donà nel CD del mensile di cultura e spettacolo allegato al giornale. Un'importante azienda norvegese di abbigliamento casual e sportivo sceglie Triathlon, tratta da Cristina Donà, come canzone ufficiale per il suo sito internet e per la sua pubblicità, anche in altri Paesi europei.
A fine anno, Cristina parte per il tour europeo che tocca Germania, Francia, Inghilterra, Paesi Bassi, Svezia e Belgio, con una tappa speciale in Norvegia a Vadsø, nei pressi del circolo polare artico, al festival Polar Spectacle. Con la sua band è invitata a Radio Bremen, dove registra un concerto per la rassegna Women in (E)motion.
In quasi tutti i suoi concerti in giro per l'Europa, suona con il musicista statunitense Ken Stringfellow, ex-cantante dei Posies e tastierista nei concerti dei REM.
Nel frattempo in Italia, Cristina Donà viene premiata per i successi ottenuti all'estero: nell'ambito della quarta edizione del Premio Chatwin, il 3 dicembre al Teatro Astoria di Lerici, riceve un riconoscimento dalla S.I.A.E. «per aver saputo conquistare con i suoi testi e le sue musiche il pubblico italiano e internazionale», il giorno seguente al Teatro Civico di La Spezia riceve il premio Un artista nel mondo.
Questa manifestazione vede il debutto della reading musicale Il Suono del Cammino, in cui Cristina Donà affianca il marito, lo scrittore e giornalista Davide Sapienza, in una performance di letture e brani per chitarra e voce, che verrà ripetuta anche negli anni successivi.

### Gli altri progetti

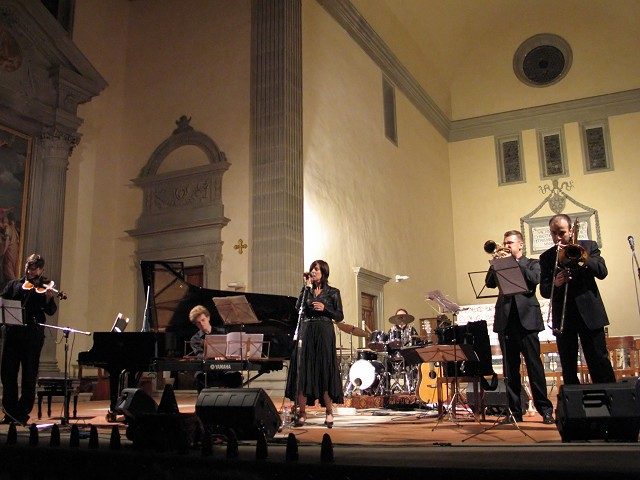
Concerto alla Badia Fiesolana

Nei primi mesi del 2005, Cristina Donà torna ad esibirsi con il gruppo di Annie Whitehead, al Conservatorio di Torino e all'Auditorium di Roma, per due nuove date di Soupsongs, a cui partecipa anche Sarah Jane Morris. Collaborazione che si ripeterà nell'estate del 2005 con tre concerti.
A fine marzo, Cristina Donà riparte alla volta dell'Inghilterra per un breve tour acustico. Ai suoi concerti, ad ascoltarla, c'è anche Phil Manzanera dei Roxy Music. In occasione del tour inglese è invitata a partecipare alla trasmissione radiofonica BBC London Live di Robert Elms.
Ai primi di giugno 2005, Cristina Donà si esibisce alla Badia Fiesolana (Fiesole) per un concerto esclusivo, ripetuto in due serate consecutive, voluto dall'associazione Nuovi Eventi Musicali. In questa sede è compito della Donà interpretare alcuni brani dei Radiohead (individuati da Mario Setti assieme ad altri musicisti dell'associazione). Ad essi si alternano partiture di musica classica eseguiti dai ragazzi della scuola di musica di Fiesole. Tra questi Poema sinfonico per 100 metronomi di György Ligeti e I Preludi e fughe di Dmitri Shostakovich.
In estate, prima di mettersi al lavoro su nuovi brani, Cristina intraprende un nuovo tour per l'Italia che si apre a fine giugno a Milano, per chiudersi i primi di settembre nella stessa città, in entrambi i casi con un'ampia partecipazione di pubblico. Durante il tour, Cristina rivoluziona gli arrangiamenti dei suoi brani e sperimenta una nuova formazione, avvalendosi della collaborazione del polistrumentista Stefano Carrara, che affianca il batterista Cristian Calcagnile.
L'ultimo appuntamento della stagione è la partecipazione al Festivaletteratura di Mantova il 9 settembre 2005. In questa occasione, oltre a cantare e suonare i suoi brani, Cristina legge alcune poesie di Sylvia Plath e Wisława Szymborska, durante un concerto singolare ed intimista.

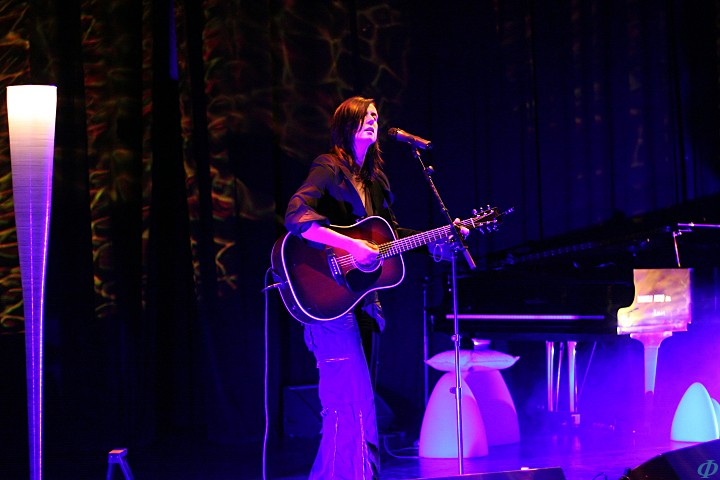
Il Suono della Luce

Ai primi di ottobre è di nuovo all'estero, per tre date, in Germania e Lussemburgo.
Chiude l'anno con poche e selezionate performance italiane e si mette al lavoro sui brani per il nuovo album.
Nel febbraio 2006, Cristina Donà partecipa alla rassegna, dedicata a Fabrizio De André, Buon compleanno Faber, insieme alla Premiata Forneria Marconi, a Morgan ed altri artisti italiani; canta La canzone di Marinella e Princesa.
Dalla fine di marzo alla metà di aprile Cristina Donà gira l'Italia con il tour teatrale Il Suono della Luce, spettacolo musicale che la vede salire sola sul palco ad interpretare i suoi brani per chitarra, voce, percussioni e pianoforte, accompagnata da originali e suggestivi giochi di luce, creati dal light designer Mamo Pozzoli.
Nel mese di maggio, la trasmissione televisiva Cult Book, a cura di Rai Educational, le dedica uno speciale di approfondimento.

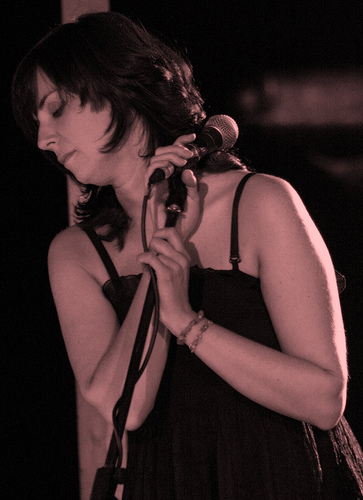
Firenze, dicembre 2006

Nel corso dell'estate 2006, pochissime sono le apparizioni dal vivo, tra queste va segnalata la partecipazione a Settembre dei poeti - Cabudanne de sos poetas, importante festival sulla poesia a Seneghe, in Sardegna. Cristina Donà partecipa insieme a Davide Sapienza con una reading musicale chiamato Poetesse del Rock.
Nel 2006 Cristina Donà firma un contratto discografico con la Capitol/EMI (EMI Music Italy), che acquisisce anche tutto il catalogo dell'artista. Gli album vengono ristampati e distribuiti con etichetta EMI. La Mescal continua a svolgere funzioni di management e agenzia live.
Nel 2007 a febbraio, Cristina Donà partecipa nuovamente alla rassegna Buon compleanno Faber, con un concerto al teatro TendaStrisce di Roma. Il 1º marzo di quell'anno è al Festival di Sanremo, dove canta in coppia con Nada il brano Luna in piena, nella serata dedicata ai duetti. A metà aprile Cristina Donà inizia le registrazioni del nuovo album, prodotto da Peter Walsh (già produttore di Peter Gabriel, Scott Walker, The Church e degli ultimi album dei Fiamma Fumana e dei Modena City Ramblers).
Ai primi di maggio esce l'album Indie Mood a cura della ChantSong Orchestra, orchestra di elementi jazz che reinterpreta alcuni brani famosi dell'indie rock italiano, integrata per questa occasione proprio da alcuni esponenti della scena indie italiana; Cristina Donà reinterpreta Discolabirinto dei Subsonica, mentre la sua Stelle buone è cantata da Mauro Ermanno Giovanardi.
Il 15 giugno a Senigallia, Cristina partecipa alla decima edizione del CaterRaduno (raduno estivo della trasmissione radiofonica Caterpillar di Radio 2 Rai) con il progetto dal vivo Stazioni Lunari.

### La nuovaStagionedi Cristina
Il 7 settembre 2007 esce il nuovo album di Cristina Donà, La quinta stagione. L'album contiene dieci tracce ed è pubblicato dalla EMI. Per il titolo, Cristina si è ispirata alla medicina tradizionale cinese, secondo la quale "la quinta stagione" è il periodo intermedio tra estate e autunno ed il momento adatto per preparare il corpo e lo spirito all'arrivo del freddo.
Dal 3 agosto 2007 è possibile ascoltare sul MySpace ufficiale di Cristina Donà il primo singolo estratto dall'album, Universo. Il singolo dal 27 luglio seguente viene trasmesso da Radio Italia e dal 24 agosto su tutte le radio italiane. Universo ottiene un buon airplay radiofonico, che si protrae anche nei mesi successivi.
Nel mese di settembre Cristina Donà tiene alcuni showcase di presentazione dell'album.
A metà ottobre torna in studio di registrazione, sempre con Peter Walsh, per incidere un album acustico, contenente brani estratti dai dischi precedenti e qualche cover a sorpresa. L'uscita è prevista per la primavera del 2008.
Il 10 novembre Cristina, insieme alla sua nuova band, apre il tour ufficiale de La quinta stagione.
Il 16 novembre l'album La quinta stagione riceve il "Premio della Critica" come miglior disco pop-rock italiano del 2007 nel referendum promosso da M&D (Musica e dischi) tra cento critici specializzati.

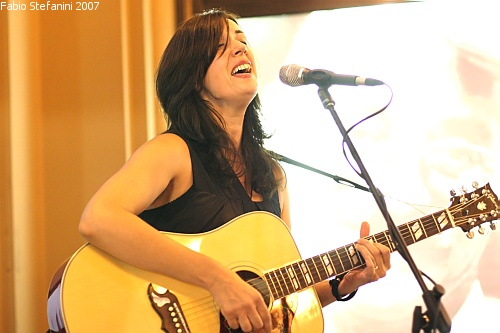
Alla Feltrinelli di Bologna, 2007

Il 7 dicembre esce in radio e sul MySpace di Cristina Donà I duellanti, secondo singolo estratto dall'ultimo album, il cui testo è stato scritto dalla Donà insieme al marito Davide Sapienza. Il 31 dicembre Cristina è a Siena, per il concerto della notte di Capodanno in Piazza del Campo, con Mauro Pagani e Manuel Agnelli.
A gennaio prosegue il tour nei club e nei teatri italiani, a cui si aggiungono partecipazioni a trasmissioni radiofoniche e televisive. Tra queste, la partecipazione al programma musicale di Rai Due Scalo 76, condotto da Paola Maugeri, dove Cristina Donà propone dal vivo una versione per chitarra e voce di Universo e duetta con i Marlene Kuntz nella loro Nuotando nell'aria.
A fine mese termina la collaborazione tra Cristina Donà e la casa discografica Mescal.

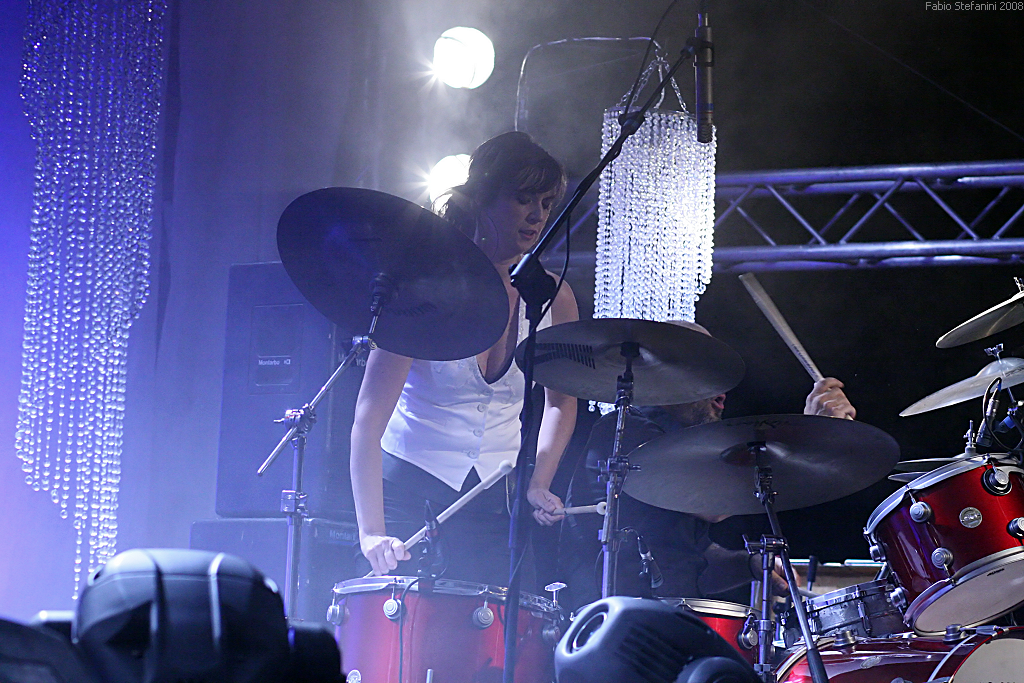
In concerto a Segrate (MI), 9.7.2008

Dopo un periodo di pausa a febbraio, ai primi di marzo viene annunciata l'uscita, per il 28 dello stesso mese, dell'album acustico registrato a ottobre 2007. Il titolo, Piccola faccia, è tratto da un brano di Tregua. All'album partecipa anche Giuliano Sangiorgi, voce dei Negramaro, nella nuova versione di Settembre, brano tratto da La quinta stagione.
Seguono, ad aprile, un breve tour di presentazione del nuovo disco presso i negozi Fnac d'Italia e la partecipazione a programmi radiofonici e televisivi, su tutti l'intervento a Viva Radio2 di Fiorello & Baldini il 7 aprile 2008.
A maggio, il canale televisivo All Music dedica a Cristina Donà una puntata della trasmissione Mono.
Il 13 giugno esce 55/21, album dei Musica Nuda (Petra Magoni e Ferruccio Spinetti) a cui Cristina Donà collabora scrivendo il testo della canzone La pittrice di girasoli.
Il 18 giugno la Donà parte per il tour estivo che la vede impegnata fino a metà settembre in molte piazze e club italiani. Il tour è con la band al completo e, nonostante la recente uscita dell'album acustico a cui vengono dedicati alcuni momenti dei concerti, prosegue il percorso musicale intrapreso nell'autunno-inverno 2007/2008 con la presentazione de La quinta stagione, dando vita una serie di concerti rock molto carichi.
Il 31 ottobre Cristina Donà è al Jazz Festival di Francoforte, dove partecipa con il progetto Soupsongs alla serata dedicata a Robert Wyatt. La Donà, unica artista italiana presente alla rassegna, canta sul palco insieme a Jennifer Maidman e Sarah Jane Morris.
Nell'autunno 2008 il tour si chiude al Teatro degli Arcimboldi di Milano, mentre il 4 dicembre seguente Cristina suona al concerto dei La Crus A Milano non Fa Freddo, ultimo concerto che chiude la carriera dello storico gruppo milanese. Cristina Donà canta in duetto con Mauro Ermanno Giovanardi il brano Ad occhi chiusi. Al concerto hanno partecipato anche altri importanti esponenti della musica d'autore italiana.
Il 24 gennaio 2009 Cristina Donà torna sul palco al teatro di Borgo Valsugana (TN), nell'ambito di una rassegna sulle maggiori cantautrici italiane, che ha visto la partecipazione anche di Marina Rei e Paola Turci. Questo è il primo concerto del mini tour acustico Piccoli concerti a sorpresa, in cui la Donà si esibisce in duo con il giovane chitarrista e vocalist Francesco Garolfi, già presente nell'album Piccola faccia.
Dopo un periodo di pausa dovuto alla maternità, nel corso del quale scrive per altro le canzoni del nuovo album, Cristina Donà torna a calcare le scene con tour nella primavera-estate del 2010, accompagnata da quella che ormai è la sua band in pianta stabile (Piero Monterisi alla batteria, Emanuele Brignola al basso e contrabbasso, Francesco De Nigris alle chitarre). Il tour 2010 si apre il 30 gennaio con un'anteprima in acustico nella cittadina marchigiana di Montecosaro, dove Cristina Donà si esibisce chitarra e voce con l'accompagnamento alle percussioni di Piero Monterisi, facendo registrare il tutto esaurito, con il teatro comunale di Montecosaro che riceve richieste di prenotazione da tutta Italia. È il primo concerto della Donà dall'aprile del 2009, se si esclude un "house concert" a Capri nell'ottobre dello stesso anno.
Il tour della primavera-estate 2010 tocca le principali città italiane, registrando un notevole afflusso di pubblico. Special guest dei concerti, in cui suona la tromba, è Jose Ramon Caravallo Armas, già nella Bandabardò.
Le esibizioni estive vengono arricchite da partecipazioni di prestigio, come quella al progetto Uomini e Cani. Dedicato a Jack London di Marco Paolini, che chiama Cristina Donà ad accompagnarlo nella sua performance teatrale con alcuni brani per chitarra e voce (la Donà canterà sia pezzi suoi che tratti dal repertorio di Tim Buckley e Nick Drake: rispettivamente Song to the Siren e Black Eyed Dog). Uomini e Cani è un monologo tratto da tre racconti di Jack London, sul rapporto tra uomini e cani appunto, e ispirato in modo particolare al racconto To Build a Fire/Preparare un fuoco, nella traduzione italiana di Davide Sapienza. Un monologo teatrale esclusivo, che Marco Paolini tiene solo in poche selezionate date: il 3 luglio al festival I Suoni delle Dolomiti, da solo, e il 1º agosto sulle Alpi Orobie con la Donà.
L'altro invito che Cristina Donà riceve nell'estate del 2010 è quello di Niccolò Fabi per partecipare, insieme a molti altri importanti nomi della musica italiana, a Parole di Lulù, concerto a scopi benefici, in memoria della figlioletta di Fabi, prematuramente scomparsa, che si tiene lungo il pomeriggio e la sera del 30 agosto alle porte di Roma.
Il 18 settembre Cristina Donà è a Modena al Festivalfilosofia, dove si esibisce in un set acustico con il chitarrista Francesco Garolfi.
L'estate dei concerti si chiude con la partecipazione insieme a tutta la sua band al festival Zona franca in South Italy, a Benevento il 23 settembre.
Chiusa la parentesi estiva, si apre subito, il 29 settembre, quella autunnale, che vede Cristina Donà protagonista, sempre insieme ad altri importanti musicisti del panorama nazionale, alla manifestazione dedicata al beat italiano Modena 29 settembre, ispirata alla celebre canzone di Lucio Battisti e Mogol, che viene interpretata dal vivo dalla Donà, accompagnata dai suoi musicisti e dalla fisarmonica di Massimo Tagliata.
Il 22 ottobre seguente Cristina Donà è al Festival della Creatività a Firenze, in concerto con Piero Monterisi e Saverio Lanza che la accompagna al piano e ai cori. Tre date tra Rimini, Brescia e Bergamo chiudono il tour autunnale, per lasciare spazio all'ultimazione del nuovo album, cui la Donà ha continuato a lavorare nel corso del 2010 e la cui uscita è avvenuta all'inizio del 2011.

### Torno a casa a piedie i nuovi progetti
A fine 2010 Cristina Donà completa la lavorazione del nuovo album Torno a casa a piedi, uscito il 25 gennaio 2011. Alla realizzazione del disco collabora il musicista e produttore fiorentino Saverio Lanza, sia nelle vesti di coautore delle musiche che in quelle di produttore. La pubblicazione dell'album è anticipata dal singolo Miracoli, in rotazione radiofonica dal 17 dicembre 2010.
Il 25 marzo parte da Copparo il tour di Torno a casa a piedi, che vede Cristina Donà esibirsi nei teatri delle principali città italiane. Il tour è anticipato da partecipazioni radiofoniche e televisive, tra cui quella a Parla con me di Serena Dandini, dove la Donà è ospite nelle ultime due puntate della stagione.
Il 7 luglio 2011 Cristina è al Traffic Free Festival di Torino, alla serata inaugurale, con Francesco De Gregori e Le Luci della Centrale Elettrica. Nella sua session la Donà ospita De Gregori, che duetta con lei sul singolo Miracoli. A sua volta il cantautore romano la ospita nel suo concerto cantando insieme a lei diversi brani del suo repertorio e La donna Cannone, che prima di allora non aveva mai cantato in duetto. Nel gran finale tutti gli artisti cantano insieme Viva l'Italia.
Il 21 e 22 ottobre, al Teatro Cimarosa di Aversa, Cristina partecipa come madrina alle serate finali della 7ª edizione del Premio Bianca d'Aponte - Sono un’isola: io, donna per una canzone d’autore, riservato alle cantautrici e dedicato alla memoria di Bianca d'Aponte. Nella serata conclusiva Cristina sale sul palco per cantare alcuni suoi brani e interpretare Ma l'amore no, brano della stessa d'Aponte. La Donà entra a far parte della giuria stabile del Premio.
Il 22 ottobre 2011 esce Brucetellers, libro di racconti, foto e disegni su Bruce Springsteen, a cui partecipano musicisti, scrittori, giornalisti, fotografi, esponenti del mondo culturale italiano e fan in una raccolta di storie e aneddoti sul rocker americano, la passione per la sua musica e i suoi concerti. Tra gli autori c'è anche Cristina Donà, insieme a Vini Lopez (primo batterista di Springsteen), Massimo Bubola, Marino Severini (Gang), Ermanno Labianca, Leonardo Colombati e tanti altri. Il ricavato del libro va in beneficenza. .
Nel 2012 esce la biografia di Cristina Donà, Parlami dell'universo. Storia di un viaggio in musica, scritta da Michele Monina per Galaad Edizioni.
A marzo del 2012 Cristina duetta con Pacifico nel brano Semplice e inspiegabile, contenuto nell'album del cantautore Una voce non basta.
Ad aprile il brano Universo, uno dei più noti del suo repertorio, viene incluso nella colonna sonora del film Ci vediamo domani con Enrico Brignano, per la regia di Andrea Zaccariello.
Nello stesso anno Cristina partecipa con la canzone Agnese alla compilation Tributo a Ivan Graziani, doppio CD che la Sony pubblica il 28 agosto in omaggio al cantautore e chitarrista Ivan Graziani, scomparso il 1º gennaio 1997. In versione singola il CD viene anche incluso nel numero di settembre del mensile XL.
Nel brano proposto la Donà suona con Saverio Lanza e riprende la collaborazione con il batterista Cristian Calcagnile.
A settembre il MEI Supersound di Faenza conferisce a Cristina Donà il premio come miglior cantante live.
Alla fine del 2012 Cristina compone insieme a Saverio Lanza Come non mi hai visto mai, uno dei due inediti presenti in Irene Grandi & Stefano Bollani, l'album eponimo di cover dei due artisti, pubblicato da Carosello Records.
A maggio del 2013 Cristina Donà viene premiata con la Targa Musica da Bere e si esibisce nell'ambito dell'omonima manifestazione presso il teatro CTM di Rezzato.
Il 31 luglio 2013 debutta Italia Numbers, spettacolo che vede Cristina Donà condividere il palco con l'attrice teatrale e cinematografica Isabella Ragonese. Ideato dalla stessa Ragonese e scritto da Stefano Massini e Paolo Cognetti, Italia Numbers sarà in tour in Italia con numerose repliche.
Il 26 ottobre 2013, Cristina è invitata in Lussemburgo dall'Istituto italiano di Cultura e tiene un concerto acustico all'Abbazia di Neumünster, nella città di Lussemburgo.
Il 2014 vede la collaborazione con Arisa, per la quale Cristina compone uno dei due brani che la cantante porta al Festival di Sanremo 2014, Lentamente (Il primo che passa), scritto insieme a Saverio Lanza e alla stessa Arisa. La cantautrice firma inoltre altri tre brani per la cantante potentina: Dici che non mi trovi mai , Chissà cosa diresti e Se vedo te (nella quale appare anche in un breve cameo)', quest'ultima scelta da Arisa come title track dell'intero album. Nei giorni del Festival di Sanremo, Cristina rivela su Facebook di essere sul punto di entrare in sala di registrazione, ancora una volta insieme a Saverio Lanza, per incidere il suo nuovo disco.
L'11 marzo del 2014 esce la riedizione dello storico album degli Afterhours Hai paura del buio?, a cui Cristina Donà partecipa insieme ad altri artisti di spicco sia italiani che internazionali. Cristina canta insieme a The Friendly Ghost of Robert Wyatt nel brano Televisione (2014).

### Così vicinieTommy
Il 23 luglio 2014 Cristina Donà annuncia ufficialmente su Facebook l'uscita del suo nuovo disco di lì a due mesi esatti, il 23 settembre, giorno del suo compleanno.
Nel frattempo la Donà partecipa all'interpretazione dal vivo della celebre opera rock Tommy degli Who. Un progetto promosso dall'associazione fiorentina Nem, Nuovi Eventi Musicali, che vede Cristina Donà condividere il palco con il gruppo di musicisti The Waiting Room (Marco Benedettini: voce, chitarra acustica, chitarra elettrica; Francesco Cardelli: chitarra acustica, chitarra elettrica, voce; Danilo Beltrambini: tastiere, chitarra acustica, voce; Marcello Tana: basso; Walter Traversa: batteria; Federico Poli: percussioni; Vladimiro Martini: flicorno). Lo spettacolo è accompagnato dal missaggio video delle immagini di 200 film ad opera della videoartista Claudia Ceville. TOMMY_THE WHO, opera rock, versione originale dal vivo, va in scena al Teatro Romano di Fiesole il 24 luglio 2014. Una replica viene proposta l'8 maggio 2015 a Riccione.
Il 12 settembre 2014 viene pubblicato il singolo inedito Così vicini, "title-track" dell'ottavo album in studio Così vicini , in uscita il 23 settembre seguente.. A fine mese Cristina inizia la promozione dell'album nelle librerie Feltrinelli, segue a ottobre un tour acustico in coppia con Saverio Lanza, con il quale la cantautrice racconta il nuovo album in una sorta di "concerto-storytelling". A novembre ripartono i concerti con la band. L'anno successivo continuano i concerti in tour per l'Italia, con la band e in duo acustico con Saverio Lanza.
A febbraio 2015 esce il nuovo album di Irene Grandi Un vento senza nome, al quale Cristina Donà partecipa, sempre in coppia con Saverio Lanza, alla composizione di due brani: A memoria (anche con Irene Grandi) e Una canzone che non ricordo più.
Ad aprile Cristina compare nell'album Un paese ci vuole del gruppo siciliano Dimartino, duettando nel brano I calendari con il cantante Antonio di Martino.
Il 1º maggio 2015 partecipa ad un originale festival jazz alle Isole Lofoten, Elijazzen, nel villaggio di Eliassen Rorbuer, sull'isola Moskenesøya.
Il 29 settembre 2015 Cristina Donà vince con Saverio Lanza la Targa Tenco per la migliore canzone con Il senso delle cose (secondo singolo estratto dall'album Così vicini), ex aequo con Samuele Bersani e Pacifico con Le storie che non conosci. La Targa viene ritirata il 22 ottobre al Teatro Ariston di Sanremo nella prima delle tre serate spettacolo del Premio Tenco.

### Nuove collaborazioni e Premio De André
Il 14 novembre 2015 debutta al Teatro San Filippo Neri di Nembro (BG) il nuovo progetto con il giornalista e scrittore Massimo Cotto Rock Bazar, spettacolo tratto dall'omonima trasmissione di Cotto su Virgin Radio. Un racconto in musica delle storie dei protagonisti del rock.
Il 23 gennaio 2016 Cristina Donà riceve il Premio Fabrizio De André all'Auditorium Parco della Musica di Roma, nella seconda serata della 14ª edizione del Premio, durante la quale, accompagnata da Saverio Lanza, canta i brani Rimini,La ballata dell'amore cieco e La canzone di Marinella di De André e la sua Universo. Alla Donà viene riconosciuto il Premio De André per la "reinterpretazione dell'opera di Fabrizio", con la seguente motivazione: "per aver scelto di portare sul palco, con la sensibilità rara che da sempre la contraddistingue, Fabrizio De André e le sue anime salve, le vie del campo e il suo inverno".
Il 3 marzo debutta al Teatro Bonifazio Asioli di Correggio (RE) il progetto dal vivo "Amore che vieni amore che vai", un omaggio a Fabrizio De André e alle donne delle sue canzoni, interpretate da Cristina. Sul palco sale una formazione di musicisti di tutto rispetto: Cristina Donà, voce e chitarra, Rita Marcotulli pianoforte, Saverio Lanza, chitarra elettrica, Enzo Pietropaoli contrabbasso, Fabrizio Bosso tromba, Javier Girotto sax, Cristiano Calcagnile batteria.
Il 4 aprile 2016 Cristina Donà partecipa, su invito di Annie Whitehead, ad un evento speciale alla University of Kent di Canterbury: l'intervista al celebre musicista inglese Robert Wyatt da parte del giornalista Gavin Esler, accompagnata dal concerto Soupsongs, con brani del repertorio di Wyatt eseguiti da Annie Whitehead (trombone), la stessa Donà (voce), Sarah Jane Morris (voce), Jennifer Maidman (voce e chitarra elettrica), Brian Hopper e Mark Lockheart (sax), Tim Harries (basso), Janette Mason (piano) e Liam Genockey (batteria).
Il 12 maggio Cristina partecipa al festival Fabbrica Europa, alla Stazione Leopolda di Firenze, con l'evento speciale "Sea Song", un concerto tutto dedicato al tema dell'acqua, in cui la Donà interpreta Goccia, uno dei suoi brani più celebri, insieme a brani di altri autori come Robert Wyatt (Sea Song e Maryan), Nick Drake (Riverman e Way to Blue), Nick Cave (The Weeping Song, The Ship song), Paolo Conte (Onda su Onda) e Lucio Dalla (Com’è profondo il mare).
Il 5 luglio 2016, a Santa Margherita Ligure, Cristina Donà riceve il Premio Bindi alla carriera, con la seguente motivazione: "per la sua predilezione per la qualità e per i contenuti, per una cifra stilistica che si concentra sulla sostanza e sulla forza di parole e musica".

### Venti anni di carriera
A maggio del 2017 Cristina Donà annuncia il tour estivo per celebrare i venti anni di carriera dall'uscita del suo primo album Tregua, nel 1997. Nei concerti in giro per l'Italia Donà proporrà i brani del suo primo album, insieme ad altri rappresentativi del suo repertorio e alcune cover di artisti italiani ed internazionali. Sul palco con lei ci saranno alcuni dei musicisti storici che l'accompagnarono fin dagli inizi della sua avventura musicale: Cristiano Calcagnile alla batteria, che curerà anche gli arrangiamenti del live, e Lorenzo Corti alla chitarra. Completano la formazione Danilo Gallo al basso e Gabriele Mitelli alla tromba. Il tour è intitolato Tregua 1997- 2017 Stelle buone.
Il 16 giugno esce in streaming e in free download sul sito web della trasmissione musicale 'King Kong Radio 1' l'album Ko Computer, tributo ai 20 anni di Ok Computer dei Radiohead. All'album partecipano 12 nomi di spicco della musica italiana che reinterpretano i brani dello storico album dei Radiohead. Cristina canta Lucky. Il 18 giugno a Roma all' Ex Dogana, zona San Lorenzo, si terrà un live di presentazione dell'album.
A luglio Cristina Donà annuncia ai fan l'uscita dell'album che festeggia i suoi venti anni di carriera. L'album è una riedizione di Tregua, il suo disco di esordio, e si intitola Tregua 1997- 2017 Stelle buone, come il tour estivo che l'ha preceduto. I brani del primo disco sono reinterpretati da dieci giovani artisti: Io e la Tigre, Birthh, Sara Loreni, Chiara Vidonis, Simona Norato, Blindur, Zois, Il Geometra Mangoni, La Rappresentante di Lista, Sherpa. Cristina presta la sua voce nei dieci brani e tiene per sé Stelle buone, che reinterpreta nel nuovo arrangiamento del chitarrista Alessandro "Asso" Stefana.

### Album e tour insieme a Ginevra Di Marco
Il 28 giugno 2019 è uscito Ginevra Di Marco & Cristina Donà, album congiunto delle due cantautrici, finanziato da una campagna di crowdfunding e sorretto anche da un fortunato tour estivo.
L'album contiene otto tracce ed è idealmente diviso in due parti: nella prima gli inediti Un passo alla volta, Camminare e Confine (scritta insieme a Francesco Gazzè) e il brano tradizionale sefardita La rosa enflorece. Nella parte successiva trovano spazio nuove versioni di brani già pubblicati dalle artiste come Così vicini, Perpendicolare, J e 1/365.
Nel 2021 rilascia una nuova versione del brano "Settembre", contenuto nel disco "La Quinta Stagione" (2007), per la sigla di "Anna", l'attesa serie tv diretta da Niccolò Ammaniti. Il brano vince la XXIII Edizione del Premio Cinearti La Chioma di Berenice nella categoria Migliore colonna sonora Serie TV.

## Discografia
Album in studio
- 1997 – Tregua
- 1999 – Nido
- 2003 – Dove sei tu
- 2004 – Cristina Donà
- 2007 – La quinta stagione
- 2008 – Piccola faccia
- 2011 – Torno a casa a piedi
- 2014 – Così vicini
- 2017 - Tregua 1997 - 2017 Stelle buone
- 2019 - Ginevra Di Marco & Cristina Donà
- 2021 - deSidera

EP
- 2000 – Goccia

Singoli
- 2003 – Nel mio giardino
- 2003 – Triathlon
- 2003 – Invisibile
- 2004 – Invisible Girl
- 2007 – Universo
- 2008 – I duellanti
- 2008 – Sign Your Name
- 2010 – Miracoli
- 2011 – Un esercito di alberi
- 2014 – Così vicini
- 2015 - Il senso delle cose (Targa Tenco miglior canzone)

### Collaborazioni

#### Canzoni, duetti, partecipazioni e compilation
- 1996 - AA.VV. - Matrilineare - Terra blu (inclusa nell'EP Goccia)
- 1997 - La Crus - Dentro me - cori in Per mano e Ninna Nanna
- 1998 - AA.VV. - Un amore lungo un giorno (singolo)
- 1998 - AA.VV. - The Different You: A Tribute to Robert Wyatt - duetto con Ginevra Di Marco in Maryan
- 1998 - Afterhours - Male di miele (singolo) - duetto in State Trooper (live)
- 1999 - Afterhours - Non è per sempre - cori in Oppio
- 1999 - La Crus - Dietro la curva del cuore - cori in Soltanto Amore
- 1999 - Marco Parente - Testa, dì cuore - duetto in Senza voltarsi
- 1999 - Massimo Volume - Club privé - cori in Privé e Pondicherry
- 1999 - Micevice - Bipolars of the world unite cpl - Fireworks (testo)
- 1999 - Eric Wood - Illustrated night - cori in The call, Bury me standing e Fade into love
- 2000 - AA.VV. - Patchanka Viva - duetto con Manuel Agnelli in Mind Games
- 2001 - Breakfast - Breakfast - Ginestre
- 2002 - Fiamma - Contatto - cori in Non c'è tempo
- 2003 - La Crus - Ogni cosa che vedo - duetto in Ad occhi chiusi, cori in Voglio avere di più e Come una nube
- 2004 - Breakfast - Take me home (EP) - Ginestre (remix)
- 2004 - Gianni Maroccolo - A.C.A.U. La nostra meraviglia - Meloria's Ballade
- 2004 - Stellar Ray / Davey Ray Moor - Telepathy - Wherever Finds You e How Deep Is Your Love (Telepathy è l'album di Davey Ray Moor, uscito nel 2004 in Italia a nome Stellar Ray e nel 2005 negli Stati Uniti a nome Davey Ray Moor, i brani citati sono già presenti nell'album Cristina Donà)
- 2005 - Diaframma - Passato e Presente - Labbra blu
- 2005 - Lubjan - 1 (OneUno) - duetto in Eve of war
- 2007 - Creme - Sulla collina puoi seppellire ciò che non ami più - duetto in Sulla collina... e produzione esecutiva.
- 2007 - ChantSong Orchestra - Indie Mood - Discolabirinto
- 2008 - Musica Nuda (Petra Magoni e Ferruccio Spinetti) - 55/21 (2008) - La pittrice di girasoli (testo).
- 2009 - Rusties - Move Along - Move Along
- 2012 - Pacifico - Una voce non basta - Semplice e inspiegabile (duetto)
- 2012 - AA.VV. - Tributo a Ivan Graziani - Agnese
- 2012 - Irene Grandi, Stefano Bollani - Irene Grandi & Stefano Bollani - Come non mi hai visto mai (composta con Saverio Lanza)
- 2012 - Arisa - Se vedo te - Chissà cosa diresti, Se vedo te, Lentamente (Il primo che passa), Dici che non mi trovi mai, (scritte con Saverio Lanza, Lentamente anche con Arisa)
- 2014 - Afterhours - Hai paura del buio? (Reloaded) - Televisione (2014)
- 2015 - Irene Grandi - Un vento senza nome - A memoria, Una canzone che non ricordo più (composte con Saverio Lanza, la prima anche con Grandi)
- 2015 - Dimartino - Un paese ci vuole - duetto con Antonio Di Martino nella canzone I calendari
- 2017 - AA.VV. - Ko Computer, omaggio a Ok Computer dei Radiohead- Lucky

#### Dal vivo
- 2005 - Manuel Agnelli, Cristina Donà, Marco Parente - Premio Grinzane Cavour 2002

## Videografia
- 1999 - L'ultima giornata di sole (diretto da Anna de Manicor)
- 2000 - Goccia (diretto da Francesco di Loreto e Roberto Bevilacqua)
- 2003 - Nel mio giardino (diretto da Domenico Liggeri)
- 2003 - Triathlon (diretto da Lorenzo Vignolo)
- 2003 - Invisibile (diretto da Lorenzo Vignolo)
- 2004 - Invisible Girl (diretto da Lorenzo Vignolo)
- 2007 - Universo (diretto da Stefano Bertelli)
- 2011 - Miracoli (diretto da Lorenzo Vignolo)
- 2014 - Così vicini (diretto da Giacomo Triglia)
- 2015 - Il senso delle cose (diretto da Giacomo Triglia)

## Formazione dal vivo

### Attuale
- Saverio Lanza - chitarra acustica, chitarra elettrica, piano e cori
- Cristiano Calcagnile - batteria e percussioni
- Emanuele Brignola - basso e contrabbasso

### Ex componenti
- Piero Monterisi - batteria
- Francesco De Nigris - chitarra elettrica, chitarra folk, cori
- Andrea Moscianese - chitarra
- Alessandro Gabini - basso
- Stefano Carrara - basso e tastiere (polistrumentista)
- Lorenzo Corti - chitarra elettrica, chitarra folk, cori
- Cristiano Calcagnile - batteria e percussioni
- Marco Ferrara - basso
- Pasquale De Fina - chitarra elettrica

## Realizzazioni artistiche
Cristina Donà ha realizzato le illustrazioni per i seguenti album:
- I disertori (1994) - AA.VV. - tributo a Ivano Fossati
- Canti randagi (1995) - AA.VV. - tributo a Fabrizio De André

## Galleria d'immagini

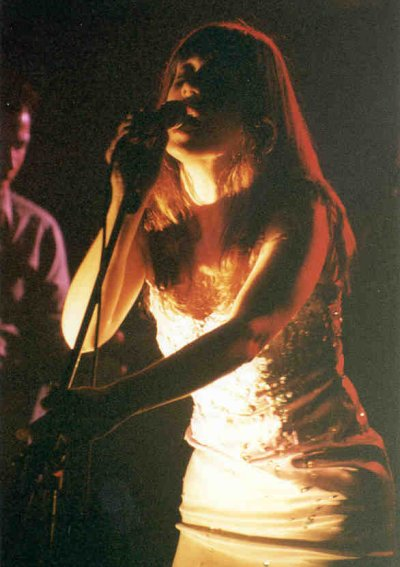
Concerto al Notting Hill, Napoli, 2000
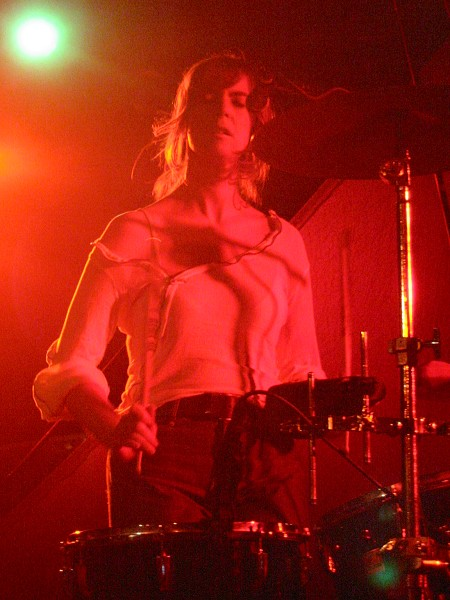
Alla batteria al Mamamia di Senigallia, 2003
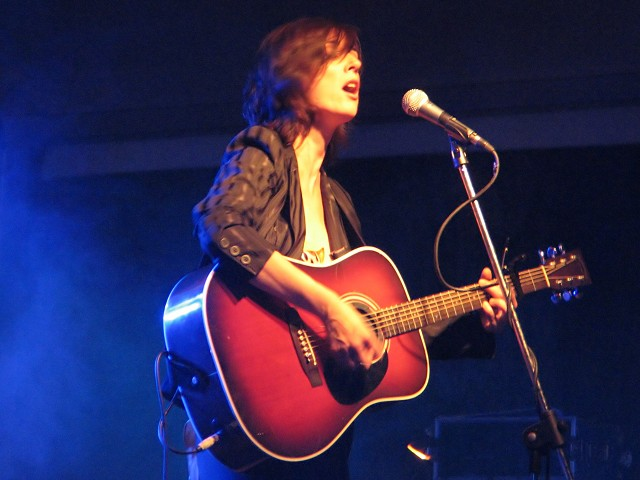
Alla Cascina Monluè, Milano, 2005
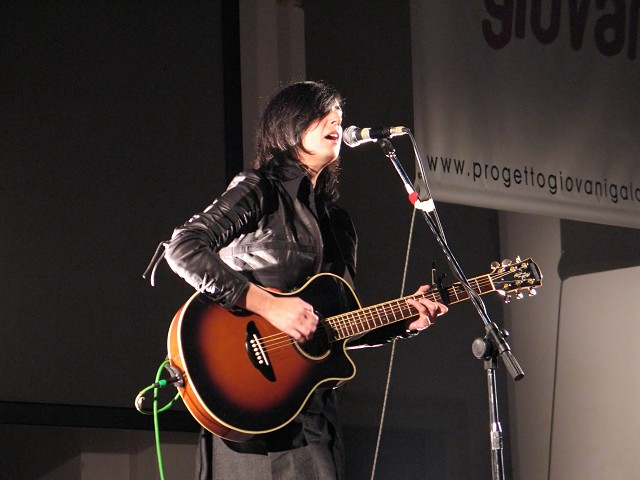
Cristina Donà a Galatina, 2005
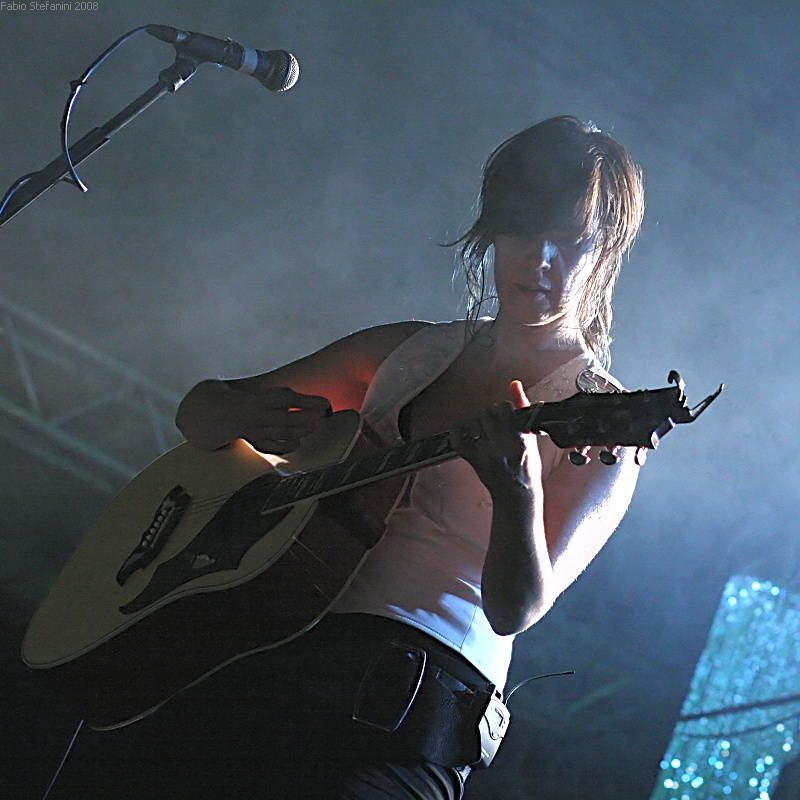
In concerto a Segrate (MI), 9.7.2008